# Асимптотический анализ
Асимптотический анализ — метод описания предельного поведения функций.
Например, в функции {\displaystyle f(n)=n^{2}+3n} при стремлении {\displaystyle n} к бесконечности слагаемое {\displaystyle 3n} становится пренебрежимо малым по сравнению с {\displaystyle n^{2}}, поэтому про функцию {\displaystyle f(n)} говорят, что она «асимптотически эквивалентна {\displaystyle n^{2}} при {\displaystyle n\to \infty }», что зачастую также записывают как {\displaystyle f(n)\sim n^{2}}. Примером важного асимптотического результата является теорема о распределении простых чисел. Пусть {\displaystyle \pi (x)} обозначает функцию распределения простых чисел, то есть, {\displaystyle \pi (x)} равна количеству простых чисел, которые меньше либо равны {\displaystyle x}, тогда теорема может быть сформулирована как {\displaystyle \pi (x)\sim {\frac {x}{\log x}}}.

## Асимптотическое равенство
Пусть {\displaystyle f(x)} и {\displaystyle g(x)} — некоторые функции. Тогда бинарное отношение {\displaystyle \sim } определяется таким образом, что
{\displaystyle f(x)\sim g(x)\quad ({\text{при }}x\to \infty )}
если и только если
{\displaystyle \lim _{x\to \infty }{\frac {f(x)}{g(x)}}=1.}
Функции {\displaystyle f} и {\displaystyle g} при этом называются асимптотически эквивалентными, так как {\displaystyle \sim } является отношением эквивалентности для функций над {\displaystyle x}. Областью определения {\displaystyle f} и {\displaystyle g} при этом может быть любое множество, в котором имеет смысл понятие предела: вещественные числа, комплексные числа, натуральные и т. д. Те же обозначения также используются для других предельных ограничений на {\displaystyle x}, таких как {\displaystyle x\to 0}. Конкретный предел обычно не указывают если он понятен из контекста.
Определение выше распространено в литературе, однако оно теряет смысл если {\displaystyle g(x)} принимает значение {\displaystyle 0} бесконечное число раз. Поэтому некоторые авторы используют альтернативное определение в терминах O-нотации:
{\displaystyle f(x)-g(x)\in o(g(x)).}
Данное определение эквивалентно приведённому выше если {\displaystyle g(x)} отлично от нуля в некоторой окрестности предельной точки.

### Свойства
Если {\displaystyle f\sim g} и {\displaystyle a\sim b}, то при некоторых естественных ограничениях верно следующее:
- {\displaystyle f^{r}\sim g^{r}}, для любого вещественного {\displaystyle r}
- {\displaystyle \log(f)\sim \log(g)}
- {\displaystyle f\times a\sim g\times b}
- {\displaystyle f/a\sim g/b}

Указанные свойства позволяют свободно менять асимптотически эквивалентные функции друг на друга в некоторых алгебраических выражениях.

### Примеры асимптотических формул
- Формула Стирлинга для факториалов

{\displaystyle n!\sim {\sqrt {2\pi n}}\left({\frac {n}{e}}\right)^{n}}
- Количество способов разбить натуральное число {\displaystyle n} в неупорядоченную сумму натуральных чисел

{\displaystyle p(n)\sim {\frac {1}{4n{\sqrt {3}}}}e^{\pi {\sqrt {\frac {2n}{3}}}}}
- Функция Эйри {\displaystyle Ai(x)} — решение дифференциального уравнения {\displaystyle y''-xy=0}

{\displaystyle \operatorname {Ai} (x)\sim {\frac {e^{-{\frac {2}{3}}x^{\frac {3}{2}}}}{2{\sqrt {\pi }}x^{1/4}}}}
- Функции Ганкеля

{\displaystyle {\begin{aligned}H_{\alpha }^{(1)}(z)&\sim {\sqrt {\frac {2}{\pi z}}}e^{i\left(z-{\frac {2\pi \alpha -\pi }{4}}\right)}\\H_{\alpha }^{(2)}(z)&\sim {\sqrt {\frac {2}{\pi z}}}e^{-i\left(z-{\frac {2\pi \alpha -\pi }{4}}\right)}\end{aligned}}}

## Асимптотическое разложение
Асимптотическим разложением функции {\displaystyle f(x)} называют выражение функции в виде ряда, чьи частичные суммы могут не сходиться, но при этом любая частичная сумма даёт правильную асимптотическую оценку {\displaystyle f}. Таким образом, каждый следующий элемент асимптотического разложения даёт чуть более точное описание порядка роста {\displaystyle f}. Другими словами, если {\displaystyle f=g_{1}+g_{2}+g_{3}+\dots } — асимптотическое разложение {\displaystyle f}, то {\displaystyle f\sim g_{1},} {\displaystyle f-g_{1}\sim g_{2}} и, в общем случае, {\displaystyle f-g_{1}-\cdots -g_{k-1}\sim g_{k}} для любого {\displaystyle k}. В соответствии с определением {\displaystyle \sim } это значит, что {\displaystyle f-(g_{1}+\cdots +g_{k})=o(g_{k})}, то есть, {\displaystyle f-(g_{1}+\cdots +g_{k})} растёт асимптотически значительно медленнее {\displaystyle g_{k}.}
Если асимптотическое разложение не сходится, то для любого аргумента {\displaystyle x} найдётся некоторая частичная сумма, которая наилучшим образом приближает функцию в этой точке, а дальнейшее добавление слагаемых к ней будет лишь уменьшать точность. Как правило, число слагаемых в такой оптимальной сумме будет увеличиваться с приближением к предельной точке.

### Примеры асимптотических разложений
- Гамма-функция

{\displaystyle {\frac {e^{x}}{x^{x}{\sqrt {2\pi x}}}}\Gamma (x+1)\sim 1+{\frac {1}{12x}}+{\frac {1}{288x^{2}}}-{\frac {139}{51840x^{3}}}-\cdots \ (x\to \infty )}
- Интегральная экспонента

{\displaystyle xe^{x}E_{1}(x)\sim \sum _{n=0}^{\infty }{\frac {(-1)^{n}n!}{x^{n}}}\ (x\to \infty )}
- Функция ошибок

{\displaystyle {\sqrt {\pi }}xe^{x^{2}}{\rm {erfc}}(x)\sim 1+\sum _{n=1}^{\infty }(-1)^{n}{\frac {(2n-1)!!}{n!(2x^{2})^{n}}}\ (x\to \infty )}
где (2n − 1)!! — двойной факториал.

## Применения
Асимптотический анализ используется:
- В прикладной математике для построения численных методов решения уравнений.
- В математической статистике и теории вероятностей для определения предельных свойств случайных величин и статистических оценок.
- В информатике при анализе алгоритмов и их времени работы.
- В статистической физике при анализе поведения физических систем.
- В анализе катастроф при определении причин катастрофы моделированием множества катастроф в том же месте.

Асимптотический анализ является ключевым инструментом изучения дифференциальных уравнений, возникающих в математическом моделировании явлений реального мира. Как правило, применение асимптотического анализа направлено на исследование зависимости модели от некоторого безразмерного параметра, который предполагается пренебрежимо малым в масштабах решаемой задачи.
Асимптотические разложения, как правило, возникают при приближенных вычислениях некоторых интегралов (метод Лапласа, метод перевала) или распределений вероятности (ряд Эджворта). Примером расходящегося асимптотического разложения являются графы Фейнмана в квантовой теории поля.